# Trattato di Trenčín
Il trattato di Trenčín  (Vertrag von Trentschin in tedesco, Układ trenczyński in polacco) fu sottoscritto il 24 agosto 1335 nel castello dell'omonima cittadina e ratificato il 9 febbraio 1339 a Cracovia.
Le parti contraenti furono tre: Giovanni I di Boemia, suo figlio Carlo IV di Lussemburgo e Casimiro il Grande, re di Polonia; era presente come mediatore il cognato di Casimiro, il re d'Ungheria Carlo Roberto d'Angiò. Per questo le trattative ebbero luogo nel suo castello di Trenčín, non lontano dal confine fra Slesia e Boemia, a nord-ovest dell'attuale Slovacchia.

## Antefatti
Benché i conflitti tra Boemia e Polonia per il dominio della Slesia, che si trascinavano fin dal X secolo, fossero dovuti terminare con la pace di Glatz della Pentecoste del 1137, dalla seconda metà del secolo XIII molti principati della Slesia cercarono l'unione alla Boemia. Di questo fu originariamente causa soprattutto la suddivisione ereditaria conseguente il decesso del duca Enrico II di Polonia (il Pio), che fu accompagnata da conflitti per l'eredità, dei quali approfittò anche parte della nobiltà e degli ecclesiastici. Con la totale spartizione del ducato di Slesia, nacquero tanti piccoli ducati, non riuniti sotto un'unica autorità superiore.
La stretta interdipendenza amministrativa dei successori di Enrico II con la corte di Praga condusse ad un orientamento politico verso la Boemia, favorito anche da vantaggi economici.
Parallelamente allo sviluppo della Bassa e Media Slesia vi fu nel 1281 anche la spartizione nell'Alta Slesia del ducato di Opole (in tedesco: Oppeln) in quelli di Racibórz (in tedesco: Ratibor), di Bytom (in tedesco: Beuthen), di Cieszyn (in tedesco: Teschen), Oświęcim (in tedesco: Auschwitz), oltre che a quello, rimpicciolito, di Opole.
Già nel 1289 il duca di Opole-Bytom, Casimiro II di Opole-Bytom, accettò di essere il primo feudatario boemo della Slesia e nel 1292 ne seguirono l'esempio altri principi dell'Alta Slesia.
Dopo che Ladislao I di Polonia (Władysław I Łokietek, il Breve), che nel 1320 aveva rifondato il Regno di Polonia, avanzò pretese sui ducati della Slesia, nel 1327 i duchi delle terre di Opole e del ducato di Breslavia, aderirono alla feudalità boema, come fecero nel 1329 i duchi della Bassa Slesia di Brzeg (in tedesco: Brieg), Legnica (in tedesco: Liegnitz), Żagań (in tedesco: Sagan), Oleśnica (in tedesco: Oels) e Ścinawa (in tedesco: Steinau).
Nel 1331 Giovanni I ottenne l'omaggio del Głogów (in tedesco: Glogau) ma solo nel 1333 egli completò l'infeudamento dell'intero territorio.

## Il trattato
Con questo trattato Casimiro il Grande rinunciò per sempre a tutte le pretese polacche sui territori della Slesia controllati dai Piasti e quindi venne sancita la separazione fra Polonia e Slesia. In cambio Giovanni I di Boemia ed il figlio Carlo rinunciarono al titolo di re di Polonia, che essi avevano ereditato dai Přemislidi. Dopo la morte di Giovanni I, cui seguì sul trono di Boemia il figlio Carlo IV, le disposizioni del trattato di Trenčín vennero rafforzate nel 1348 con il trattato di Namslau.
I confini così definiti fra Slesia e Polonia rimasero invariati fino al 1945.

## Conseguenze
Nel 1336 Giovanni I ottenne l'omaggio del ducato di Münsterberg (in polacco: Ziębice) e nel 1342 si sottomisero al re boemo il vescovo di Breslavia e anche il ducato di Nysa (in tedesco: Neisse)
Solo Bolko II, duca di Świdnica-Jawor (in tedesco: Schweidnitz-Jauer) non riconobbe il re Boemo come suo signore feudale. Il suo ducato tuttavia, dopo la sua morte, avvenuta nel 1368, cadde nel dominio dei boemi, grazie al matrimonio, già celebrato nel 1353, della nipote Anna di Świdnica con l'imperatore Carlo IV. Sebbene Anna non fosse ancora nata quando Bolko II morì, Świdnica finì al re boemo, poiché già in occasione delle sue nozze lo zio Luigi I d'Ungheria, quale futuro re di Polonia, aveva rinunciato alle sue pretese su Świdnica a favore del casato boemo e nel 1372, nella sua qualità di re di Polonia, confermò in pieno le giustificazioni della rinuncia polacca. 
Il ducato di Świdnica rimase in usufrutto della vedova di Bolko Agnese fino al 1392.